# Fåberg (localitate)
Fåberg este o localitate din comuna Lillehammer, provincia Oppland, Norvegia, cu o suprafață de 0,51 km² și o populație de 669 locuitori (2013).